# Medophron armatulus
Medophron armatulus là một loài tò vò trong họ Ichneumonidae.